# Gasny
Gasny je francouzská obec. Leží na řece Epte v departementu Eure v regionu Normandie. V roce 2010 zde žilo 3 004 obyvatel.
Mezi Gasny a Fourges na severovýchodě se nacházelo Toisy, starověké galo-římské město.

## Pamětihodnosti
V centru obce se nachází farní kostel svatého Martina z roku 1480, s pozůstatky ze 13. století. Rozšířen byl v 15. a 16. století, loď byla v roce 1898 přestavěna architektem Henrim Jacquelinem. Kostel z vápence je doplněn čtvercovou věžičkou, která je zakončena polygonální špičkou.
Na jižním okraji města leží benediktýnské převorství svatého Nicaise z 12. století.

## Vývoj počtu obyvatel
Počet obyvatel 